# Садовая (Смоленская область)
 Садовая — деревня в Смоленской области России, в Дорогобужском районе. Расположена в центральной части области в 1 км к северу от городской черты Дорогобужа.
Население — 477 жителей (2007 год). Административный центр Фрунзенского сельского поселения.

## История
Бывшее имение князей Голицыных. С 1917 в деревне (тогда ненаселённое владение ТОлотое) располагалось подсобное хозяйство тюремного ведомства. В 1920-22 году в тюремном поселении 8 тысяч военнопленных из войска Врангеля. В 1929 на территории поселения образован колхоз имени Фрунзе, который несколько раз навещал лагерь военнопленных, однако рабочие колхоза жили в Дорогобуже. В 1931 году в Дорогобужском районе создаётся военный полигон, и население нескольких деревень (около 10) отселяется в совхоз. Населённый пункт получает название «Совхоз им. М. В. Фрунзе». В 1941—1942 году в деревне располагался лагерь советских военнопленных. В 1969 году центральная усадьба совхоза приобрела современное название в честь сохранившихся остатков обширного яблоневого сада.

## Экономика
Библиотека, медпункт.